# Velká cena Katalánska silničních motocyklů 2024
Velká cena Katalánska 2024 (oficiálně Gran Premi Monster Energy de Catalunya) byla šestým závodním víkendem mistrovství světa silničních motocyklů 2024 kategorií MotoGP, Moto2 a Moto3 a zároveň třetí závodní víkend kategorie MotoE. Konala se 24. - 26. května na okruhu Circuit de Barcelona-Catalunya.

## Okruh
| Circuit de Barcelona-Catalunya | Circuit de Barcelona-Catalunya |
| ------------------------------ | ------------------------------ |
|                                |                                |
| Délka                          | 4.657 km                       |
| Počet zatáček                  | 14                             |

## Časový harmonogram
| Datum      | Třída  | Aktivita        | Start           |
| ---------- | ------ | --------------- | --------------- |
| 24. května | MotoE  | Trénink 1       | 8:30 (15 min.)  |
| 24. května | Moto3  | Volný trénink   | 9.00 (35 min.)  |
| 24. května | Moto2  | Volný trénink   | 9:50 (40 min.)  |
| 24. května | MotoGP | Volný trénink 1 | 10:45 (45 min.) |
| 24. května | MotoE  | Trénink 2       | 12:25 (15 min.) |
| 24. května | Moto3  | Trénink 1       | 13:15 (50 min.) |
| 24. května | Moto2  | Trénink 1       | 14:05 (40 min.) |
| 24. května | MotoGP | Trénink         | 15:00 (60 min.) |
| 24. května | MotoE  | Kvalifikace 1   | 16:15 (10 min.) |
| 24. května | MotoE  | Kvalifikace 2   | 16:35 (10 min.) |
| 25. května | Moto3  | Trénink 2       | 8:40 (30 min.)  |
| 25. května | Moto2  | Trénink 2       | 9:25 (30 min.)  |
| 25. května | MotoGP | Volný trénink 2 | 10:10 (55 min.) |
| 25. května | MotoGP | Kvalifikace 1   | 10:50 (15 min.) |
| 25. května | MotoGP | Kvalifikace 2   | 11:15 (15 min.) |
| 25. května | MotoE  | Závod 1         | 12:15 (7 kol)   |
| 25. května | Moto3  | Kvalifikace 1   | 12:50 (15 min.) |
| 25. května | Moto3  | Kvalifikace 2   | 13:15 (15 min.) |
| 25. května | Moto2  | Kvalifikace 1   | 13:45 (15 min.) |
| 25. května | Moto2  | Kvalifikace 2   | 14:10 (15 min.) |
| 25. května | MotoGP | Sprint          | 15:00 (12 kol)  |
| 25. května | MotoE  | Závod 2         | 16:10 (7 kol)   |
| 26. května | MotoGP | Warm Up         | 9:40 (10 min.)  |
| 26. května | Moto3  | Závod           | 11:00 (18 kol)  |
| 26. května | Moto2  | Závod           | 12:15 (21 kol)  |
| 26. května | MotoGP | Závod           | 14:00 (24 kol)  |
| Zdroj:     |        |                 |                 |

## Startovní listina
| #      | Jezdec                  | Tým                               | Motocykl                |
| MotoGP | MotoGP                  | MotoGP                            | MotoGP                  |
| ------ | ----------------------- | --------------------------------- | ----------------------- |
| 1      | Francesco Bagnaia       | Ducati Lenovo Team                | Ducati Desmosedici GP24 |
| 5      | Johann Zarco            | Castrol Honda LCR                 | Honda RC213V            |
| 6      | Stefan Bradl            | HRC Test Team                     | Honda RC213V            |
| 10     | Luca Marini             | Repsol Honda Team                 | Honda RC213V            |
| 12     | Maverick Vińales        | Aprilia Racing                    | Aprilia RS-GP24         |
| 20     | Fabio Quartararo        | Monster Energy Yamaha MotoGP Team | Yamaha YZR-M1           |
| 21     | Franco Morbidelli       | Prima Pramac Racing               | Ducati Desmosedici GP24 |
| 23     | Enea Bastianini         | Ducati Lenovo Team                | Ducati Desmosedici GP24 |
| 25     | Raúl Fernández          | Trackhouse Racing                 | Aprilia RS-GP23         |
| 30     | Takaaki Nakagami        | Castrol Honda LCR                 | Honda RC213V            |
| 31     | Pedro Acosta            | Red Bull GasGas Tech3             | KTM RC16                |
| 33     | Brad Binder             | Red Bull KTM Factory Racing       | KTM RC16                |
| 36     | Joan Mir                | Repsol Honda Team                 | Honda RC213V            |
| 37     | Augusto Fernández       | Red Bull GasGas Tech3             | KTM RC16                |
| 41     | Aleix Espargaró         | Aprilia Racing                    | Aprilia RS-GP24         |
| 42     | Álex Rins               | Monster Energy Yamaha MotoGP Team | Yamaha YZR-M1           |
| 43     | Jack Miller             | Red Bull KTM Factory Racing       | KTM RC16                |
| 49     | Fabio Di Giannantonio   | Pertamina Enduro VR46 Racing Team | Ducati Desmosedici GP23 |
| 72     | Marco Bezzecchi         | Pertamina Enduro VR46 Racing Team | Ducati Desmosedici GP23 |
| 73     | Álex Márquez            | Gresini Racing MotoGP             | Ducati Desmosedici GP23 |
| 88     | Miguel Oliveira         | Trackhouse Racing                 | Aprilia RS-GP24         |
| 89     | Jorge Martín            | Prima Pramac Racing               | Ducati Desmosedici GP24 |
| 93     | Marc Márquez            | Gresini Racing MotoGP             | Ducati Desmosedici GP23 |
| Moto2  |                         |                                   |                         |
| #      | Jezdec                  | Tým                               | Motocykl                |
| 3      | Sergio García           | MT Helmets - MSi                  | Boscoscuro B-24         |
| 5      | Jaume Masià             | Pertamina Mnadalika Gas Up Team   | Kalex Moto2             |
| 7      | Barry Baltus            | RW-Idrofoglia Racing GP           | Kalex Moto2             |
| 9      | Jorge Navarro           | Klint Forward Factory Team        | Forward F2              |
| 10     | Diogo Moreira           | Italtrans Racing Team             | Kalex Moto2             |
| 11     | Álex Escrig             | Klint Forward Factory Team        | Forward F2              |
| 13     | Celestino Vietti        | Red Bull KTM Ajo                  | Kalex Moto2             |
| 14     | Tony Arbolino           | Elf Marc VDS Racing Team          | Kalex Moto2             |
| 15     | Darryn Binder           | Liqui Moly Husqvarna Intact GP    | Kalex Moto2             |
| 16     | Joe Roberts             | OnlyFans American Racing Team     | Kalex Moto2             |
| 17     | Daniel Muñoz            | Pertamina Mnadalika Gas Up Team   | Kalex Moto2             |
| 18     | Manuel González         | QJmotor Gresini Moto2             | Kalex Moto2             |
| 19     | Mattia Pasini           | Speed Up Racing                   | Boscoscuro B-24         |
| 20     | Xavi Cardelús           | Fantic Racing                     | Kalex Moto2             |
| 21     | Alonso López            | Speed Up Racing                   | Boscoscuro B-24         |
| 22     | Ayumu Sasaki            | Yamaha VR46 Master Camp Team      | Kalex Moto2             |
| 24     | Marcos Ramírez          | OnlyFans American Racing Team     | Kalex Moto2             |
| 28     | Izan Guevara            | CFMoto Aspar Team                 | Kalex Moto2             |
| 34     | Mario Aji               | Idemitsu Honda Team Asia          | Kalex Moto2             |
| 35     | Somkiat Chantra         | Idemitsu Honda Team Asia          | Kalex Moto2             |
| 43     | Xavier Artigas          | Klint Forward Factory Team        | Forward F2              |
| 44     | Arón Canet              | Fantic Racing                     | Kalex Moto2             |
| 52     | Jeremy Alcoba           | Yamaha VR46 Master Camp Team      | Kalex Moto2             |
| 53     | Deniz Öncü              | Red Bull KTM Ajo                  | Kalex Moto2             |
| 54     | Fermín Aldeguer         | Speed Up Racing                   | Boscoscuro B-24         |
| 71     | Dennis Foggia           | Italtrans Racing Team             | Kalex Moto2             |
| 75     | Albert Arenas           | QJmotor Gresini Moto2             | Kalex Moto2             |
| 79     | Ai Ogura                | MT Helmets - MSi                  | Boscoscuro B-24         |
| 81     | Senna Agius             | Liqui Moly Husqvarna Intact GP    | Kalex Moto2             |
| 84     | Zonta van den Goorbergh | RW-Idrofoglia Racing GP           | Kalex Moto2             |
| 96     | Jake Dixon              | CFMoto Aspar Team                 | Kalex Moto2             |
| Moto3  |                         |                                   |                         |
| #      | Jezdec                  | Tým                               | Motocykl                |
| 5      | Tatchakorn Buasri       | Honda Team Asia                   | Honda NSF250RW          |
| 6      | Ryusei Yamanaka         | MT Helmets -MSi                   | KTM RC250GP             |
| 7      | Filippo Farioli         | Sic58 Squadra Corse               | Honda NSF250RW          |
| 10     | Nicola Carraro          | LevelUp - MTA                     | KTM RC250GP             |
| 12     | Jacob Roulstone         | Red Bull GasGas Tech3             | Gas Gas RC250GP         |
| 18     | Matteo Bertelle         | Rivacold Snipers Team             | Honda NSF250RW          |
| 19     | Scott Ogden             | MLav Racing                       | Honda NSF250RW          |
| 22     | David Almansa           | Rivacold Snipers Team             | Honda NSF250RW          |
| 24     | Tatsuki Suzuki          | Liqui Moly Husqvarna Intact GP    | Husqvarna FR250GP       |
| 31     | Adrián Fernández        | Leopard Racing                    | Honda NSF250RW          |
| 36     | Ángel Piqueras          | Leopard Racing                    | Honda NSF250RW          |
| 48     | Iván Ortolá             | MT Helmets - MSi                  | KTM RC250GP             |
| 54     | Riccardo Rossi          | CIP Green Power                   | KTM RC250GP             |
| 55     | Noah Dettwiler          | CIP Green Power                   | KTM RC250GP             |
| 58     | Luca Lunetta            | Sic58 Squadra Corse               | Honda NSF250RW          |
| 64     | David Muńoz             | Boé Motorsports                   | KTM RC250GP             |
| 66     | Joel Kelso              | Boé Motorsports                   | KTM RC250GP             |
| 70     | Joshua Whatley          | MLav Racing                       | Honda NSF250RW          |
| 72     | Taiyo Furusato          | Honda Team Asia                   | Honda NSF250RW          |
| 78     | Joel Esteban            | CFMoto Aspar Team                 | CFMoto Moto3            |
| 80     | David Alonso            | CFMoto Aspar Team                 | CFMoto Moto3            |
| 82     | Stefano Nepa            | LevelUp - MTA                     | KTM RC250GP             |
| 93     | Fadillah Arbi Aditama   | Honda Team Asia                   | Honda NSF250RW          |
| 95     | Collin Veijer           | Liqui Moly Husqvarna Intact GP    | Husqvarna FR250GP       |
| 96     | Daniel Holgado          | Red Bull Gas Gas Tech3            | Gas Gas RC250GP         |
| 99     | José Antonio Rueda      | Red Bull KTM Ajo                  | KTM RC250GP             |
| MotoE  |                         |                                   |                         |
| #      | Jezdec                  | Tým                               | Motocykl                |
| 3      | Lukas Tulovic           | Dynavolt Intact GP MotoE          | Ducati V21L             |
| 4      | Héctor Garzó            | Dynavolt Intact GP MotoE          | Ducati V21L             |
| 6      | Maria Herrera           | Klint Forward Factory Team        | Ducati V21L             |
| 7      | Chaz Davies             | Aruba Cloud MotoE Racing Team     | Ducati V21L             |
| 9      | Andrea Mantovani        | Klint Forward Factory Team        | Ducati V21L             |
| 11     | Matteo Ferrari          | Felo Gresini MotoE                | Ducati V21L             |
| 21     | Kevin Zannoni           | Openbank Aspar Team               | Ducati V21L             |
| 29     | Nicholas Spinelli       | Tech3 E-Racing                    | Ducati V21L             |
| 34     | Kevin Manfredi          | Ongetta Sic58 Squadra Corse       | Ducati V21L             |
| 40     | Mattia Casadei          | LCR E-Team                        | Ducati V21L             |
| 51     | Eric Granado            | LCR E-Team                        | Ducati V21L             |
| 55     | Massimo Roccoli         | Ongetta Sic58 Squadra Corse       | Ducati V21L             |
| 61     | Alessandro Zaccone      | Tech3 E-Racing                    | Ducati V21L             |
| 72     | Alessio Finello         | Felo Gresini MotoE                | Ducati V21L             |
| 77     | Miquel Pons             | Axxis – MSI                       | Ducati V21L             |
| 80     | Armando Pontone         | Aruba Cloud MotoE Racing Team     | Ducati V21L             |
| 81     | Jordi Torres            | Openbank Aspar Team               | Ducati V21L             |
| 99     | Oscar Gutiérrez         | Axxis – MSI                       | Ducati V21L             |

## MotoGP

### Kvalifikace
| *                                                  | *                                                 | *                                                     |
| _______1_______ Aleix Espargaró Aprilia 1:38.190   |                                                   |                                                       |
|                                                    | _______2_______ Francesco Bagnaia Ducati 1:38.221 |                                                       |
|                                                    |                                                   | _______3_______ Raúl Fernández Aprilia 1:38.261       |
| _______4_______ Brad Binder KTM 1:38.334           |                                                   |                                                       |
|                                                    | _______5_______ Pedro Acosta KTM 1:38.369         |                                                       |
|                                                    |                                                   | _______6_______ Fabio Di Giannantonio Ducati 1:38.400 |
| _______7_______ Jorge Martín Ducati 1:38.401       |                                                   |                                                       |
|                                                    | _______8_______ Álex Rins Yamaha 1:38.692         |                                                       |
|                                                    |                                                   | _______9_______ Jack Miller KTM 1:38.763              |
| _______10_______ Franco Morbidelli Ducati 1:38.778 |                                                   |                                                       |
|                                                    | _______11_______ Enea Bastianini Ducati 1:38.860  |                                                       |
|                                                    |                                                   | _______12_______ Maverick Viñales Aprilia 1:38.972    |
| _______13_______ Álex Márquez Ducati 1:38.530      |                                                   |                                                       |
|                                                    | _______14_______ Marc Márquez Ducati 1:38.536     |                                                       |
|                                                    |                                                   | _______15_______ Miguel Oliveira Aprilia 1:38.551     |
| _______16_______ Marco Bezzecchi Ducati 1:38.662   |                                                   |                                                       |
|                                                    | _______17_______ Fabio Quartararo Yamaha 1:38.705 |                                                       |
|                                                    |                                                   | _______18_______ Johann Zarco Honda 1:38.978          |
| _______19_______ Augusto Fernández KTM 1:39.120    |                                                   |                                                       |
|                                                    | _______20_______ Takaaki Nakagami Honda 1:39.156  |                                                       |
|                                                    |                                                   | _______21_______ Joan Mir Honda 1:39.524              |
| _______22_______ Luca Marini Honda 1:39.621        |                                                   |                                                       |
|                                                    | _______23_______ Stefan Bradl Honda 1:39.524      |                                                       |
| -------------------------------------------------- | ------------------------------------------------- | ----------------------------------------------------- |

Zdroj

### Sprint
| Pozice | Jezdec                | Motocykl | Kola | Čas       | Body |
| ------ | --------------------- | -------- | ---- | --------- | ---- |
| 1      | Aleix Espargaró       | Aprilia  | 12   | 20:01.478 | 12   |
| 2      | Marc Márquez          | Ducati   | 12   | +0.892    | 9    |
| 3      | Pedro Acosta          | KTM      | 12   | +1.169    | 7    |
| 4      | Jorge Martín          | Ducati   | 12   | +2.147    | 6    |
| 5      | Enea Bastianini       | Ducati   | 12   | +2.980    | 5    |
| 6      | Fabio Di Giannantonio | Ducati   | 12   | +4.623    | 4    |
| 7      | Jack Miller           | KTM      | 12   | +8.084    | 3    |
| 8      | Maverick Vińales      | Aprilia  | 12   | +8.242    | 2    |
| 9      | Marco Bezzecchi       | Ducati   | 12   | +8.643    | 1    |
| 10     | Fabio Quartararo      | Yamaha   | 12   | +9.241    |      |
| 11     | Franco Morbidelli     | Ducati   | 12   | +9.537    |      |
| 12     | Álex Rins             | Yamaha   | 12   | +13.045   |      |
| 13     | Takaaki Nakagami      | Honda    | 12   | +13.199   |      |
| 14     | Álex Márquez          | Ducati   | 12   | +13.378   |      |
| 15     | Joan Mir              | Honda    | 12   | +16.438   |      |
| 16     | Luca Marini           | Honda    | 12   | +18.000   |      |
| 17     | Augusto Fernández     | KTM      | 12   | +25.262   |      |
| 18     | Stefan Bradl          | Honda    | 12   | +33.751   |      |
| DNF    | Francesco Bagnaia     | Ducati   | 11   | Pád       |      |
| DNF    | Miguel Oliveira       | Aprilia  | 9    | Pád       |      |
| DNF    | Johann Zarco          | Honda    | 7    | Pád       |      |
| DNF    | Brad Binder           | KTM      | 6    | Pád       |      |
| DNF    | Raúl Fernández        | Aprilia  | 4    | Pád       |      |
| Zdroj  |                       |          |      |           |      |

### Závod
| Pozice | Jezdec                | Motocykl | Kola | Čas       | Body |
| ------ | --------------------- | -------- | ---- | --------- | ---- |
| 1      | Francesco Bagnaia     | Ducati   | 24   | 40:11.726 | 25   |
| 2      | Jorge Martín          | Ducati   | 24   | +1.740    | 20   |
| 3      | Marc Márquez          | Ducati   | 24   | +10.491   | 16   |
| 4      | Aleix Espargaró       | Aprilia  | 24   | +10.543   | 13   |
| 5      | Fabio Di Giannantonio | Ducati   | 24   | +15.441   | 11   |
| 6      | Raúl Fernández        | Aprilia  | 24   | +15.916   | 10   |
| 7      | Álex Márquez          | Ducati   | 24   | +16.882   | 9    |
| 8      | Brad Binder           | KTM      | 24   | +18.578   | 8    |
| 9      | Fabio Quartararo      | Yamaha   | 24   | +20.477   | 7    |
| 10     | Miguel Oliveira       | Aprilia  | 24   | +20.889   | 6    |
| 11     | Marco Bezzecchi       | Ducati   | 24   | +21.023   | 5    |
| 12     | Maverick Vińales      | Aprilia  | 24   | +22.137   | 4    |
| 13     | Pedro Acosta          | KTM      | 24   | +31.967   | 3    |
| 14     | Takaaki Nakagami      | Honda    | 24   | +32.987   | 2    |
| 15     | Joan Mir              | Honda    | 24   | +33.132   | 1    |
| 16     | Johann Zarco          | Honda    | 24   | +34.554   |      |
| 17     | Luca Marini           | Honda    | 24   | +36.689   |      |
| 18     | Enea Bastianini       | Ducati   | 24   | +50.615   |      |
| 19     | Stefan Bradl          | Honda    | 24   | +55.295   |      |
| 20     | Álex Rins             | Yamaha   | 24   | +1:03.428 |      |
| DNF    | Franco Morbidelli     | Ducati   | 17   | Pád       |      |
| DNF    | Augusto Fernández     | KTM      | 5    | Pád       |      |
| DNF    | Jack Miller           | KTM      | 2    | Pád       |      |
| Zdroj  |                       |          |      |           |      |

## Moto2

### Kvalifikace
| *                                                 | *                                                   | *                                                       |
| _______1_______ Sergio García Boscoscuro 1:41.894 |                                                     |                                                         |
|                                                   | _______2_______ Fermín Aldeguer Boscoscuro 1:42.134 |                                                         |
|                                                   |                                                     | _______3_______ Celestino Vietti Kalex 1:42.182         |
| _______4_______ Arón Canet Kalex 1:42.193         |                                                     |                                                         |
|                                                   | _______5_______ Albert Arenas Kalex 1:42.309        |                                                         |
|                                                   |                                                     | _______6_______ Daniel Muñoz Kalex 1:42.328             |
| _______7_______ Alonso López Boscoscuro 1:42.328  |                                                     |                                                         |
|                                                   | _______8_______ Joe Roberts Kalex 1:42.364          |                                                         |
|                                                   |                                                     | _______9_______ Manuel González Kalex 1:42.325          |
| _______10_______ Ai Ogura Boscoscuro 1:42.439     |                                                     |                                                         |
|                                                   | _______11_______ Jake Dixon Kalex 1:42.458          |                                                         |
|                                                   |                                                     | _______12_______ Senna Agius Boscoscuro 1:42.623        |
| _______13_______ Izan Guevara Kalex 1:42.697      |                                                     |                                                         |
|                                                   | _______14_______ Tony Arbolino Kalex 1:42.707       |                                                         |
|                                                   |                                                     | _______15_______ Zonta van den Goorbergh Kalex 1:42.781 |
| _______16_______ Somkiat Chantra Kalex 1:42.795   |                                                     |                                                         |
|                                                   | _______17_______ Filip Salač Kalex 1:42.845         |                                                         |
|                                                   |                                                     | _______18_______ Darryn Binder Kalex 1:43.348           |
| _______19_______ Marcos Ramírez Kalex 1:43.086    |                                                     |                                                         |
|                                                   | _______20_______ Mattia Pasini Boscoscuro 1:43.089  |                                                         |
|                                                   |                                                     | _______21_______ Jorge Navarro Forward 1:43.108         |
| _______22_______ Jeremy Alcoba Kalex 1:43.135     |                                                     |                                                         |
|                                                   | _______23_______ Dennis Foggia Kalex 1:43.153       |                                                         |
|                                                   |                                                     | _______24_______ Diogo Moreira Kalex 1:43.395           |
| _______25_______ Ayumu Sasaki Kalex 1:43.400      |                                                     |                                                         |
|                                                   | _______26_______ Deniz Öncü Kalex 1:43.481          |                                                         |
|                                                   |                                                     | _______27_______ Mario Aji Kalex 1:43.508               |
| _______28_______ Jaume Masià Kalex 1:43.900       |                                                     |                                                         |
|                                                   | _______29_______ Xavi Cardelús Kalex 1:44.019       |                                                         |
|                                                   |                                                     | _______30_______ Barry Baltus Kalex 1:44.066            |
| _______31_______ Álex Escrig Forward 1:44.199     |                                                     |                                                         |
|                                                   | _______32_______ Xavier Artigas Forward 1:44.225    |                                                         |
| ------------------------------------------------- | --------------------------------------------------- | ------------------------------------------------------- |

Zdroj:

### Závod
| Pozice | Jezdec                  | Motocykl   | Kola | Čas                                                | Body |
| ------ | ----------------------- | ---------- | ---- | -------------------------------------------------- | ---- |
| 1      | Ai Ogura                | Boscoscuro | 21   | 36:33.540                                          | 25   |
| 2      | Sergio García           | Boscoscuro | 21   | +3.816                                             | 20   |
| 3      | Jake Dixon              | Kalex      | 21   | +9.186                                             | 16   |
| 4      | Jeremy Alcoba           | Kalex      | 21   | +12.241                                            | 13   |
| 5      | Senna Agius             | Kalex      | 21   | +12.593                                            | 11   |
| 6      | Albert Arenas           | Kalex      | 21   | +13.666                                            | 10   |
| 7      | Alonso López            | Boscoscuro | 21   | +17.676                                            | 9    |
| 8      | Joe Roberts             | Kalex      | 21   | +20.790                                            | 8    |
| 9      | Tony Arbolino           | Kalex      | 21   | +18.885 (Penalizace 1 pozice)                      | 7    |
| 10     | Jorge Navarro           | Forward    | 21   | +21.249                                            | 6    |
| 11     | Zonta van den Goorbergh | Kalex      | 21   | +22.435                                            | 5    |
| 12     | Filip Salač             | Kalex      | 21   | +23.073                                            | 4    |
| 13     | Jaume Masià             | Kalex      | 21   | +24.540                                            | 3    |
| 14     | Darryn Binder           | Kalex      | 21   | +24.747                                            | 2    |
| 15     | Mario Aji               | Kalex      | 21   | +24.826                                            | 1    |
| 16     | Xavi Cardelús           | Kalex      | 21   | +27.908                                            |      |
| 17     | Mattia Pasini           | Boscoscuro | 21   | +30.424                                            |      |
| 18     | Álex Escrig             | Forward    | 21   | +38.261                                            |      |
| 19     | Deniz Öncü              | Kalex      | 21   | +38.590                                            |      |
| 20     | Xavier Artigas          | Forward    | 21   | +39.214                                            |      |
| 21     | Barry Baltus            | Kalex      | 21   | +50.605                                            |      |
| 22     | Manuel González         | Kalex      | 19   | + 2 kola                                           |      |
| DNF    | Celestino Vietti        | Kalex      | 15   | Technický problém po pádu                          |      |
| DNF    | Somkiat Chantra         | Kalex      | 14   | Pád                                                |      |
| DNF    | Fermín Aldeguer         | Boscoscuro | 14   | Pád                                                |      |
| DNF    | Arón Canet              | Kalex      | 14   | Pád                                                |      |
| DNF    | Daniel Muñoz            | Kalex      | 14   | Pád                                                |      |
| DNF    | Dennis Foggia           | Kalex      | 13   | Pád                                                |      |
| DNF    | Diogo Moreira           | Kalex      | 1    | Pád                                                |      |
| DNF    | Izan Guevara            | Kalex      | 0    | Pád                                                |      |
| DNF    | Ayumu Sasaki            | Kalex      | 0    | Pád                                                |      |
| DSQ    | Marcos Ramírez          | Kalex      | 0    | Diskvalifikován z důvodu technických nesrovnalostí |      |
| Zdroj  |                         |            |      |                                                    |      |

## Moto3

### Kvalifikace
| *                                                 | *                                                | *                                                     |
| _______1_______ Iván Ortolá KTM 1:46.749          |                                                  |                                                       |
|                                                   | _______2_______ Collin Veijer Husqvarna 1:46.768 |                                                       |
|                                                   |                                                  | _______3_______ José Antonio Rueda KTM 1:47.011       |
| _______4_______ Taiyo Furusato Honda 1:47.137     |                                                  |                                                       |
|                                                   | _______5_______ Ryusei Yamanaka KTM 1:47.178     |                                                       |
|                                                   |                                                  | _______6_______ David Alonso CFMoto 1:47.299          |
| _______7_______ David Muñoz KTM 1:47.395          |                                                  |                                                       |
|                                                   | _______8_______ Adrián Fernández Honda 1:47.468  |                                                       |
|                                                   |                                                  | _______9_______ Daniel Holgado Gas Gas 1:47.549       |
| _______10_______ Luca Lunetta Honda 1:47.563      |                                                  |                                                       |
|                                                   | _______11_______ Stefano Nepa KTM 1:47.564       |                                                       |
|                                                   |                                                  | _______12_______ Matteo Bertelle Honda 1:47.621       |
| _______13_______ Ángel Piqueras Honda 1:47.645    |                                                  |                                                       |
|                                                   | _______14_______ Joel Kelso KTM 1:47.989         |                                                       |
|                                                   |                                                  | _______15_______ Joel Esteban CFMoto 1:48.039         |
| _______16_______ Jacob Roulstone Gas Gas 1:48.054 |                                                  |                                                       |
|                                                   | _______17_______ David Almansa Honda 1:48.249    |                                                       |
|                                                   |                                                  | _______18_______ Riccardo Rossi KTM 1:47.003          |
| _______19_______ Scott Ogden Honda 1:48.557       |                                                  |                                                       |
|                                                   | _______20_______ Filippo Farioli Honda 1:48.683  |                                                       |
|                                                   |                                                  | _______21_______ Tatsuki Suzuki Husqvarna 1:48.752    |
| _______22_______ Tatchakorn Buasri Honda 1:48.799 |                                                  |                                                       |
|                                                   | _______23_______ Xabi Zurutuza KTM 1:48.876      |                                                       |
|                                                   |                                                  | _______24_______ Noah Dettwiler KTM 1:49.204          |
| _______25_______ Nicola Carraro KTM 1:49.220      |                                                  |                                                       |
|                                                   | _______26_______ Joshua Whatley Honda 1:49.406   |                                                       |
|                                                   |                                                  | _______27_______ Fadillah Arbi Aditama Honda 1:50.528 |
| ------------------------------------------------- | ------------------------------------------------ | ----------------------------------------------------- |

Zdroj:

### Závod
| Pozice | Jezdec                | Motocykl  | Kola | Čas               | Body |
| ------ | --------------------- | --------- | ---- | ----------------- | ---- |
| 1      | David Alonso          | CFMoto    | 18   | 32:25.084         | 25   |
| 2      | Iván Ortolá           | KTM       | 18   | +0.242            | 20   |
| 3      | José Antonio Rueda    | KTM       | 18   | +0.513            | 16   |
| 4      | Collin Veijer         | Husqvarna | 18   | +0.560            | 13   |
| 5      | David Muńoz           | KTM       | 18   | +1.648            | 11   |
| 6      | Daniel Holgado        | Gas Gas   | 18   | +3.390            | 10   |
| 7      | Luca Lunetta          | Honda     | 18   | +4.791            | 9    |
| 8      | Jacob Roulstone       | Gas Gas   | 18   | +7.248            | 8    |
| 9      | Filippo Farioli       | Honda     | 18   | +7.449            | 7    |
| 10     | Adrián Fernández      | Honda     | 18   | +7.485            | 6    |
| 11     | Ryusei Yamanaka       | KTM       | 18   | +8.058            | 5    |
| 12     | Ángel Piqueras        | Honda     | 18   | +8.104            | 4    |
| 13     | Stefano Nepa          | KTM       | 18   | +8.147            | 3    |
| 14     | Joel Esteban          | CFMoto    | 18   | +8.160            | 2    |
| 15     | Tatsuki Suzuki        | Husqvarna | 18   | +20.335           | 1    |
| 16     | Scott Ogden           | Honda     | 18   | +21.297           |      |
| 17     | Matteo Bertelle       | Honda     | 18   | +21.359           |      |
| 18     | Nicola Carraro        | KTM       | 18   | +21.418           |      |
| 19     | Xabi Zurutuza         | KTM       | 18   | +22.327           |      |
| 20     | Joshua Whatley        | Honda     | 18   | +40.533           |      |
| 21     | Noah Dettwiler        | KTM       | 18   | +40.552           |      |
| 22     | Tatchakorn Buasri     | Honda     | 18   | +40.600           |      |
| 23     | Fadillah Arbi Aditama | Honda     | 18   | +46.685           |      |
| DNF    | David Almansa         | Honda     | 12   | Technický problém |      |
| DNF    | Taiyo Furusato        | Honda     | 5    | Pád               |      |
| DNF    | Joel Kelso            | KTM       | 5    | Pád               |      |
| DNF    | Riccardo Rossi        | KTM       | 5    | Pád               |      |
| Zdroj  |                       |           |      |                   |      |

## MotoE

### Kvalifikace
Startovní rošt byl stejný pro oba závody.
| *                                                 | *                                                | *                                                  |
| _______1_______ Eric Granado Ducati 1:48.215      |                                                  |                                                    |
|                                                   | _______2_______ Mattia Casadei Ducati 1:48.247   |                                                    |
|                                                   |                                                  | _______3_______ Alessandro Zaccone Ducati 1:48.247 |
| _______4_______ Nicholas Spinelli Ducati 1:48.413 |                                                  |                                                    |
|                                                   | _______5_______ Oscar Gutiérrez Ducati 1:48.525  |                                                    |
|                                                   |                                                  | _______6_______ Héctor Garzó Ducati 1:48.644       |
| _______7_______ Jordi Torres Ducati 1:48.747      |                                                  |                                                    |
|                                                   | _______8_______ Kevin Zannoni Ducati 1:48.797    |                                                    |
|                                                   |                                                  | _______9_______ Matteo Ferrari Ducati 1:53.718     |
| _______10_______ Lukas Tulovic Ducati 1:48.569    |                                                  |                                                    |
|                                                   | _______11_______ Kevin Manfredi Ducati 1:48.761  |                                                    |
|                                                   |                                                  | _______12_______ Miguel Pons Ducati 1:48.838       |
| _______13_______ Andrea Mantovani Ducati 1:48.988 |                                                  |                                                    |
|                                                   | _______14_______ Alessio Finello Ducati 1:49.159 |                                                    |
|                                                   |                                                  | _______15_______ Massimo Roccoli Ducati 1:49.956   |
| _______16_______ Maria Herrera Ducati 1:50.592    |                                                  |                                                    |
|                                                   | _______17_______ Chaz Davies Ducati 1:50.655     |                                                    |
|                                                   |                                                  | _______18_______ Armando Pontone Ducati 1:51.535   |
| ------------------------------------------------- | ------------------------------------------------ | -------------------------------------------------- |

Zdroj:

### 1. závod
| Pozice | Jezdec             | Kola | Čas       | Body |
| ------ | ------------------ | ---- | --------- | ---- |
| 1      | Oscar Gutiérrez    | 7    | 12:44.802 | 25   |
| 2      | Eric Granado       | 7    | +0.131    | 20   |
| 3      | Kevin Zannoni      | 7    | +0.414    | 16   |
| 4      | Héctor Garzó       | 7    | +0.792    | 13   |
| 5      | Alessandro Zaccone | 7    | +1.602    | 11   |
| 6      | Mattia Casadei     | 7    | +2.316    | 10   |
| 7      | Jordi Torres       | 7    | +2.349    | 9    |
| 8      | Matteo Ferrari     | 7    | +4.115    | 8    |
| 9      | Miquel Pons        | 7    | +6.105    | 7    |
| 10     | Massimo Roccoli    | 7    | +8.649    | 6    |
| 11     | Kevin Manfredi     | 7    | +8.657    | 5    |
| 12     | Alessio Finello    | 7    | +8.959    | 4    |
| 13     | Maria Herrera      | 7    | +13.545   | 3    |
| 14     | Armando Pontone    | 7    | +20.516   | 2    |
| 15     | Andrea Mantovani   | 6    | +1 kolo   | 1    |
| DNF    | Chaz Davies        | 4    | Pád       |      |
| DNF    | Lukas Tulovic      | 2    | Pád       |      |
| DNF    | Nicholas Spinelli  | 0    | Pád       |      |
| Zdroj  |                    |      |           |      |

### 2. závod
| Pozice | Jezdec             | Kola | Čas       | Body |
| ------ | ------------------ | ---- | --------- | ---- |
| 1      | Kevin Zannoni      | 7    | 12:42.300 | 25   |
| 2      | Oscar Gutiérrez    | 7    | +0.474    | 20   |
| 3      | Alessandro Zaccone | 7    | +1.176    | 16   |
| 4      | Jordi Torres       | 7    | +4.157    | 13   |
| 5      | Héctor Garzó       | 7    | +4.334    | 11   |
| 6      | Lukas Tulovic      | 7    | +5.084    | 10   |
| 7      | Andrea Mantovani   | 7    | +4.536    | 9    |
| 8      | Matteo Ferrari     | 7    | +4.669    | 8    |
| 9      | Miquel Pons        | 7    | +4.811    | 7    |
| 10     | Kevin Manfredi     | 7    | +7.697    | 6    |
| 11     | Massimo Roccoli    | 7    | +7.801    | 5    |
| 12     | Alessio Finello    | 7    | +10.480   | 4    |
| 13     | Maria Herrera      | 7    | +10.939   | 3    |
| 14     | Chaz Davies        | 7    | +14.215   | 2    |
| 15     | Armando Pontone    | 7    | +14.838   | 1    |
| DNF    | Eric Granado       | 4    | Pád       |      |
| DNF    | Nicholas Spinelli  | 3    | Pád       |      |
| DNF    | Mattia Casadei     | 1    | Pád       |      |
| Zdroj  |                    |      |           |      |